# Tổ chức Người Tiêu dùng Quốc tế
Tổ chức Người tiêu dùng Quốc tế (Consumers International - CI) là một tổ chức quốc tế có mục đích là bảo vệ quyền lợi người tiêu dùng. Bắt đầu đặt nền móng từ ngày 1 tháng 4 năm 1960, tính đến nay tổ chức này đã có hơn 250 thành viên đến từ 120 quốc gia. Tổ chức này đặt trụ sở chính tại Luân Đôn, Vương quốc Anh cùng các trụ sở khác tại Nam Mỹ, châu Á - Thái Bình Dương, Trung Đông và châu Phi.
CI là một tổ chức phi lợi nhuận dưới dạng công ty tư nhân có bảo đảm, mã đăng ký công ty là 4337865 và mã đăng ký tổ chức từ thiện là 1122155.